# Philodromops
Philodromops is een monotypisch geslacht van spinnen uit de  familie van de Philodromidae (renspinnen).

## Soort
- Philodromops coccineus Mello-Leitão, 1943